# Moreiria wiedemanni
Moreiria wiedemanni är en tvåvingeart som beskrevs av Toma och Guimaraes 2001. Moreiria wiedemanni ingår i släktet Moreiria och familjen parasitflugor. Inga underarter finns listade i Catalogue of Life.